# Freitag der 13. – Jason im Blutrausch
Freitag der 13. – Jason im Blutrausch (Originaltitel: Friday the 13th Part VII: The New Blood) ist ein US-amerikanischer Horrorfilm aus dem Jahr 1988 von John Carl Buechler. Der Film ist der siebte Teil der Horrorfilm-Serie Freitag der 13.

## Handlung
Die telekinetisch begabte Tina, die sich die Schuld am Tod ihres Vaters gibt, möchte Kontakt zu ihm aufnehmen.
Unglücklicherweise verstarb der im Crystal Lake – genau wie Jason. Und so nimmt das Unheil seinen Lauf: mit ihren übersinnlichen Fähigkeiten befreit sie versehentlich Jason, der auf dem Grund des Sees gefangen war – und seit dem letzten Film übermenschliche Kräfte besitzt.
Eine Geburtstagsparty, die in der Nähe des Sees stattfindet, ist der Vorwand, um wieder Jugendliche bei ihren Ausschweifungen in Sex und Drogen zu stören – und erneut ein Blutbad anzurichten. Als Rahmenhandlung fungiert Tina, die von den anderen ausgenutzt und gedemütigt wird, was in einer Carrie-Reminiszenz endet.
Schließlich gelingt es Tina, Jasons Maske zu zerstören und ihren Vater kurzzeitig wiederzubeleben, der aus dem See hinauf stößt und Jason mit sich zurück in die Tiefe zieht.

## Synchronisation
| Rolle               | Darsteller              | Synchronsprecher    |
| ------------------- | ----------------------- | ------------------- |
| Tina Shepard        | Lar Park-Lincoln        | Claudia Schermutzki |
| Mr. Shepard         | John Otrin              | Gerhart Hinze       |
| Mrs. Amanda Shepard | Susan Blu               | Katrin Miclette     |
| Dr. Crews           | Terry Kiser             | Hans Sievers        |
| Melissa             | Susan Jennifer Sullivan | Reinhilt Schneider  |
| Michael             | William Butler          | Boris Tessmann      |
| Jane                | Staci Greason           | Gabriele Libbach    |
| Eddie               | Jeff Bennett            | Sascha Draeger      |
| Robin               | Elizabeth Kaitan        | Svenja Pages        |
| Dan                 | Michael Schroeder       | Stefan Brönneke     |
| Kate                | Diane Almeida           | Kerstin Draeger     |
| Erzähler            | Walt Gorney             | Rüdiger Schulzki    |

## Kritiken
Der siebte Teil der Reihe bekam auf Rotten Tomatoes von 32 % der Kritiker eine positive Bewertung. In der Internet Movie Database konnte er durchschnittlich 5,3 von 10 möglichen Punkten erzielen.
Das Lexikon des internationalen Films schrieb, die „fließbandgefertigte Fortsetzung“ sei „ohne jeden Anflug von Ironie“ und biete „die immer gleiche Folge von bestialischen Verbrechen“. Die Musik wirke „nervenaufreibend“.

## Trivia
- Der „verrückte Ralph“ aus den ersten beiden Filmen hat hier ein kurzes Comeback-Cameo als Erzähler.
- Das Camp, das im letzten Film noch „Camp Forrest Green“ hieß, bekommt in diesem Film wieder seinen bekannten Namen „Camp Crystal Lake“ zurück.
- Ursprünglich sollte dieser Film als Carrie die Tochter Satans VS. Jason gedreht werden, jedoch konnte man sich rechtlich nicht einigen und so wurde Tina als Ersatz für Carrie gewählt. Auch ein Aufeinandertreffen von Freddy Krueger (Nightmare On Elm Street) und Jason war seit dieser Zeit bereits in Planung, wurde aber erst 2003 mit Freddy vs. Jason umgesetzt.
- Der Film kostete ca. 3 Millionen US-Dollar und spielte in den USA 19,2 Millionen US-Dollar ein.[5]
- Das weltweite Einspielergebnis bis heute, inklusive Verleih und Video/DVD, beträgt ca. 50 Millionen US-Dollar.
- Ursprünglich waren die Morde im 7. Teil blutiger geplant. Für ein R-Rating in den USA mussten insgesamt 8 Szenen entschärft werden. Bei der deutschen Veröffentlichung wurden keine weiteren Schnitte auferlegt.
- Kane Hodder (Darsteller von Jason) war der einzige, der viermal zurückkam, um Jason zu spielen (Teil 7–10).
- Dieser Film ist in den USA schon so stark geschnitten worden, dass so gut wie alle Mordszenen deutlich getrimmt wurden (Bsp.: Schlafsackmord und der Mord mit dem Rasentrimmer).
- Der Film wurde im September 2009 von der BPjM von der Liste der jugendgefährdenden Medien gestrichen und erhielt in der Folge eine Freigabe ab 18 Jahren.[6]